# Bundelkhandi
Bundelkhandi, indijski narod, preko 12,000,000 pripadnika (2000),  naseljen u indijskoj državi Madhya Pradesh i distriktima Jalaun, Jhansi, Hamirpur i Banda u Uttar Pradeshu. Bundelkhandi govore indoarijskim jezikom bundeli a njihova kultura orijentirana je prema hinduizmu. Oni su poglavito seosko stanovništvo koje preživljava od poljodjelstva na sitnim česticama zemlje. Uzgajaju i stoku kao što su goveda, konji i mule, koje služe tek kao teretne životinje, i nisu im izvor hrane.
Društvo je podijeljeno na rigidni kastinski sistem (socijalne klase), temeljnoj indijskoj socijalnoj organizaciji, ali o Bundelkhandima je malo poznato. U Uttar Pradeshu gdje žive mnogi Bundelkhandi nalazi se četiri (Haridwar, Mathura, Varanasi i Ayodhya) od sedam svetih gradova hinduizma, a sama Ayodhya, za mnoge hinduse je rodno mjesto Rame, sedme inkarnacije boga Višnua. 
95% Bundelkhandija su hindusi, s hindu tradicijama i običajima. Riječ hinduizam uvedena oko 1200 godine više označava stil života nego teologiju i i filozofiju od religije. Nema utemeljitelja ni proroka, a većina ih obožava stvoritelja Brahmana, uništavatelja Šivu, održavatelja Višnua i boginje Shaktri. U panteonu postoji još mnogo manje značajnih bogova, a vjerovanje u reinkarnaciju karakterističan je svim hindusima.

## Poveznice
- Bundeli jezik
- Bundelkhand

## Vanjske poveznice
- The Bundelkhandi of India
- Bundelkhandi Tribe